# Prix Abel Bassigny
Prix Abel Bassigny är ett travlopp för treåriga hingstar och valacker som äger rum i slutet av oktober eller början av november på Hippodrome de Vincennes i Paris i Frankrike. Det är ett Grupp 2-lopp som sprungit in minst 15 000 euro sedan 2019. 
Dess motsvarighet för ston är Prix Reine du Corta som körs på samma dag. Innan 1992 var Prix Abel Bassigny också öppet för ston, men loppet för stona skapades som hyllningen för stoet Reine du Corta. 
Loppet körs över 2175 meter på stora banan på Vincennes, med voltstart. Sedan 2019 är förstapriset 120 000 euro, och 54 000 euro i första pris.
Loppet instiftades 1919 för att hedrar minnet av Abel Bassigny, som dog i augusti 1912.

## Vinnare
| År   | Häst               | Far                | Kusk                      | Tränare                 | Distans | Tid/km |
| ---- | ------------------ | ------------------ | ------------------------- | ----------------------- | ------- | ------ |
| 2025 | Mystic Sonato      | Village Mystic     | Franck Nivard             | Thierry Duvaldestin     | 2175 m  | 1'11"4 |
| 2024 | Lombok Jiel        | Ènino du Pommereux | Pierre Yves-Verva         | Jean-Luc Dersoir        | 2175 m  | 1'12"5 |
| 2023 | Koctel du Dain     | Boccador de Simm   | David Thomain             | Philippe Allaire        | 2175 m  | 1'10"8 |
| 2022 | Just A Gigolo      | Boccador de Simm   | Franck Nivard             | Philippe Allaire        | 2175 m  | 1'12"3 |
| 2021 | Ideal Lignieres    | Repeat Love        | Franck Nivard             | Fabrice Souloy          | 2175 m  | 1'11"9 |
| 2020 | Hohneck            | Royal Dream        | Yoann Lebourgeois         | Philippe Allaire        | 2175 m  | 1'12"0 |
| 2019 | Gotland            | Ready Cash         | Éric Raffin               | Philippe Allaire        | 2175 m  | 1'14"3 |
| 2018 | Face Time Bourbon  | Ready Cash         | Björn Goop                | Sébastien Guarato       | 2175 m  | 1'13"5 |
| 2017 | Eridan             | Ready Cash         | David Thomain             | Sébastien Guarato       | 2175 m  | 1'14"4 |
| 2016 | Dijon              | Ganymède           | Romain Derieux            | Romain Derieux          | 2175 m  | 1'14"1 |
| 2015 | Cristal Money      | Coktail Jet        | Franck Nivard             | Thierry Duvaldestin     | 2175 m  | 1'13"3 |
| 2014 | Bold Eagle         | Ready Cash         | Franck Nivard             | Sébastien Guarato       | 2175 m  | 1'12"7 |
| 2013 | Aladin d'Écajeul   | Quaker Jet         | Éric Raffin               | Sébastien Guarato       | 2175 m  | 1'13"3 |
| 2012 | Very Look          | Look de Star       | Jean-Michel Bazire        | Jean-Michel Bazire      | 2175 m  | 1'14"5 |
| 2011 | Uniclove           | Look de Star       | Thierry Duvaldestin       | Thierry Duvaldestin     | 2175 m  | 1'14"9 |
| 2010 | Timoko             | Imoko              | Richard Westerink         | Richard Westerink       | 2175 m  | 1'13"1 |
| 2009 | Sun Céravin        | Mon Premier Céhère | Franck Nivard             | Vincent Renault         | 2175 m  | 1'13"5 |
| 2008 | Ready Cash         | Indy de Vive       | Bernard Piton             | Philippe Allaire        | 2175 m  | 1'14"6 |
| 2007 | Quaro              | Kiwi               | Jean-Michel Bazire        | Fabrice Souloy          | 2175 m  | 1'14"1 |
| 2006 | Prince d'Espace    | Himo Josselyn      | Jean-Michel Bazire        | Sébastien Guarato       | 2175 m  | 1'14"  |
| 2005 | Orlando Vici       | Quadrophenio       | Jean-Michel Bazire        | Fabrice Souloy          | 2700 m  | 1'15"7 |
| 2004 | Nobody du Chêne    | Casino des Sports  | Jos Verbeeck              | Hervé Daougabel         | 2700 m  | 1'15"6 |
| 2003 | Meaulnes du Corta  | Voici du Niel      | Laurent-Claude Abrivard   | Laurent-Claude Abrivard | 2700 m  | 1'16"4 |
| 2002 | L'As de Boussières | Courlis du Pont    | Bertrand Lefèvre          | Bertrand Lefèvre        | 2700 m  | 1'16"  |
| 2001 | Kaisy Dream        | Extreme Dream      | Jean-Pierre Dubois        | Jean-Pierre Dubois      | 2700 m  | 1'15"7 |
| 2000 | Jasmin de Flore    | Vivier de Montfort | Jean-Michel Bazire        | Michael-Jean Ruault     | 2700 m  | 1'16"8 |
| 1999 | Insert Gédé        | Jet du Vivier      | Yves Dreux                | Jean-Luc Bigeon         | 2700 m  | 1'16"3 |
| 1998 | Halimède           | Buvetier d'Aunou   | Jean-Étienne Dubois       | Jean-Étienne Dubois     | 2700 m  | 1'19"2 |
| 1997 | Gavroche Perrine   | Ténor de Baune     | Jean-Baptiste Bossuet     | Jean-Baptiste Bossuet   | 2700 m  | 1'16"2 |
| 1996 | Favori du Cotil    | Voici du Niel      | Ulf Nordin                | Ulf Nordin              | 2700 m  | 1'17"6 |
| 1995 | Escartefigue       | Steed James        | Alain Laurent             | Alain Laurent           | 2700 m  | 1'17"4 |
| 1994 | Daholic            | Workaholic         | Franck Ouvrie             | Jean-Pierre Dubois      | 2700 m  | 1'18"  |
| 1993 | Cézio Josselyn     | Armbro Goal        | Jean-Pierre Dubois        | Jean-Pierre Dubois      | 2700 m  | 1'18"1 |
| 1992 | Boy du Pré         | Podosis            | Philippe Allaire          | Philippe Allaire        | 2650 m  | 1'18"7 |
| 1991 | Autour d'Aunou     | Speedy Somolli     | Jean-Étienne Dubois       | Jean-Étienne Dubois     | 2650 m  | 1'17"  |
| 1990 | Victoire Classique | Mon Tourbillon     | Jean-Pierre Viel          | Jean-Pierre Viel        | 2650 m  | 1'18"7 |
| 1989 | Ugh                | Honorin            | Michel Roussel            | Alain Houssin           | 2650 m  | 1'19"2 |
| 1988 | Tabac Blond        | Kidy               | Bernard Bedeloup          | Bernard Bedeloup        | 2650 m  | 1'20"1 |
| 1987 | Sabre d'Avril      | Hadol du Vivier    | Jean-Pierre Viel          | Jean-Pierre Viel        | 2650 m  | 1'17"1 |
| 1986 | Riton du Gîte      | Buffet II          | Michel Lenoir             | Georges Lelièvre        | 2650 m  | 1'19"9 |
| 1985 | Quarisso           | Fakir du Vivier    | Michel-Marcel Gougeon     | Jean-Lou Peupion        | 2650 m  | 1'19"5 |
| 1984 | Potin d'Amour      | Chambon P          | Jan Kruithof              | Jan Kruithof            | 2675 m  | 1'17"8 |
| 1983 | Orco               | Carlo d'Orsay      | Gérard Mascle             | Domingo Perea           | 2300 m  | 1'19"  |
| 1982 | Noble Atout        | Ura                | Jan Kruithof              | Jan Kruithof            | 2250 m  | 1'17"2 |
| 1981 | Major de Brion     | Mitsouko           | Michel-Marcel Gougeon     | Michel-Marcel Gougeon   | 2250 m  | 1'19"6 |
| 1980 | L'Alezan           | Apaty              | Michel Lenoir             | Michel Lenoir           | 2250 m  | 1'19"9 |
| 1979 | Kerridou           | Rubis Royal        | Richard-William Denéchère | Léopold Verroken        | 2 250 m | 1'18"2 |
| 1978 | Jamborée           | Valmont            | Jean-René Gougeon         | Jean Lesne              | 2 250 m | 1'19"5 |
| 1977 | Indiscret d'Ax     | Kubler L           | Jean-René Gougeon         |                         | 2 250 m | 1'21"8 |
| 1976 | Héros de Mai       | Tony M             | Bernard Froger            |                         | 2 250 m | 1'19"9 |